# Pinet (kommunhuvudort)
Pinet är en kommunhuvudort i Spanien.   Den ligger i provinsen Província de València och regionen Valencia, i den östra delen av landet, 300 km sydost om huvudstaden Madrid. Pinet ligger 343 meter över havet och antalet invånare är 192.
Terrängen runt Pinet är kuperad. Runt Pinet är det ganska tätbefolkat, med 129 invånare per kvadratkilometer. Närmaste större samhälle är Gandia, 13,5 km öster om Pinet. 